# Біла (Чортківський район)

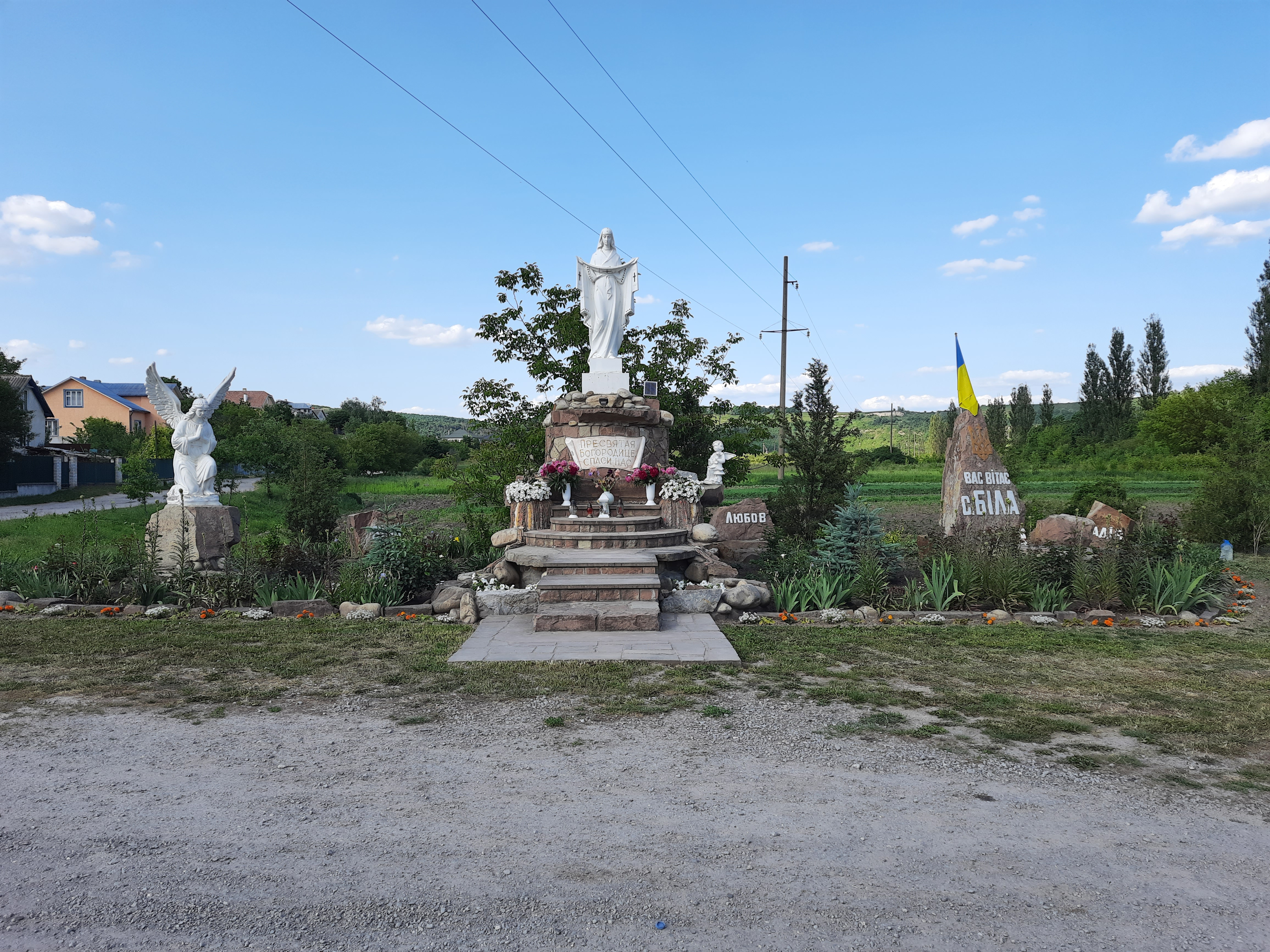
Статуя Божої Матері при в'їзді в село

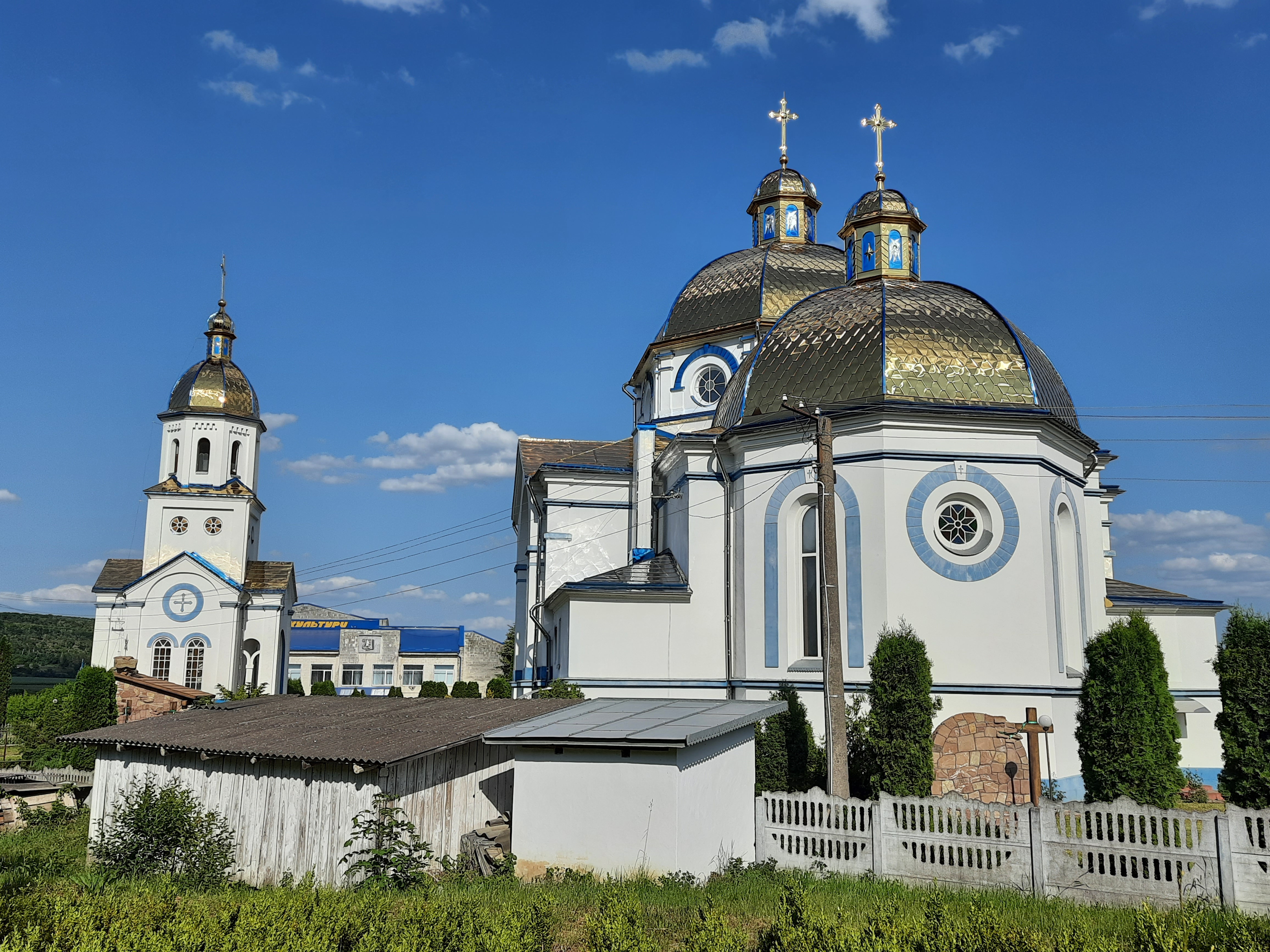
Церква Різдва Пресвятої Богородиці

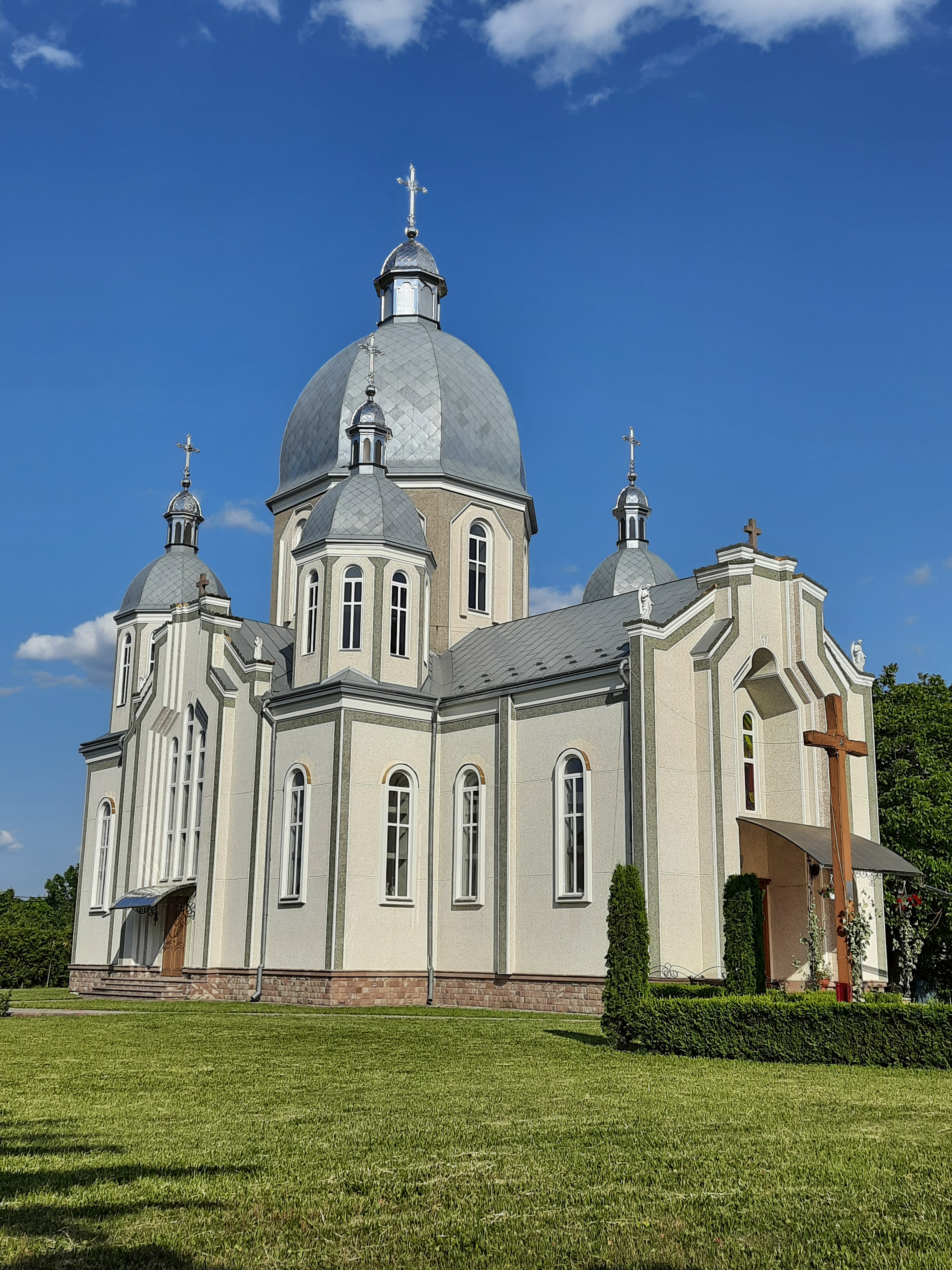
Церква Воздвиження Чесного Хреста

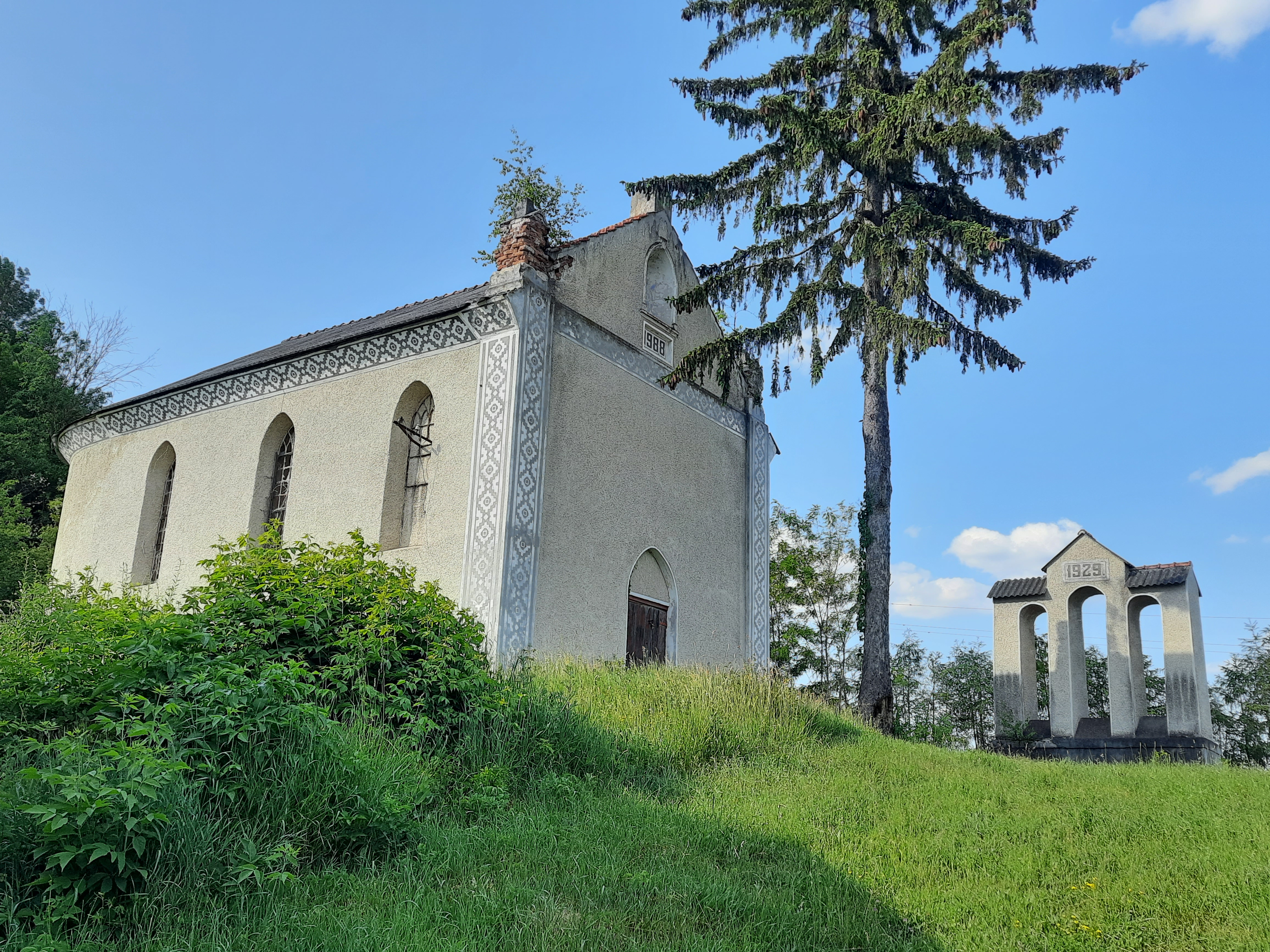
Домініканський костел

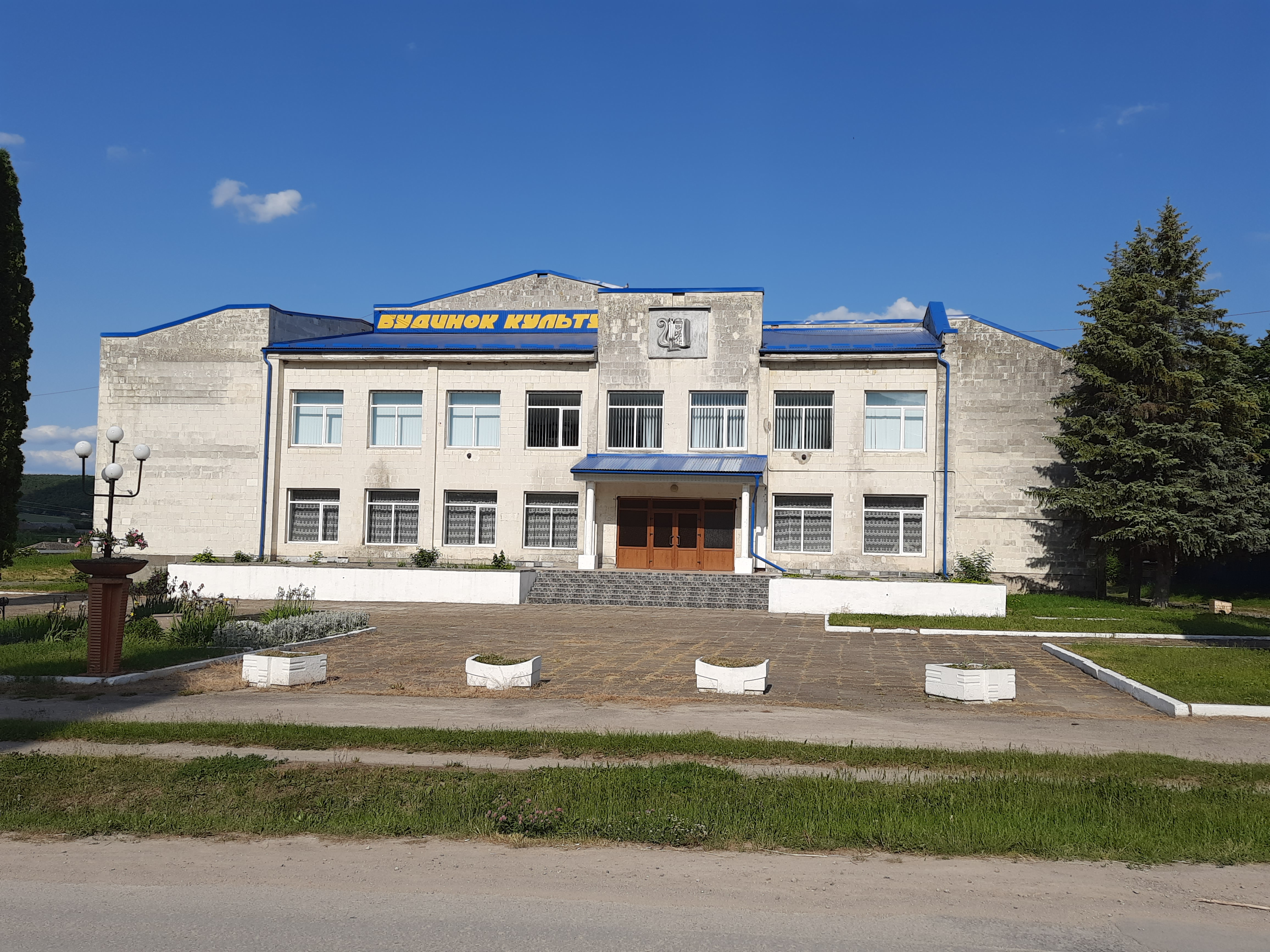
Будинок культури

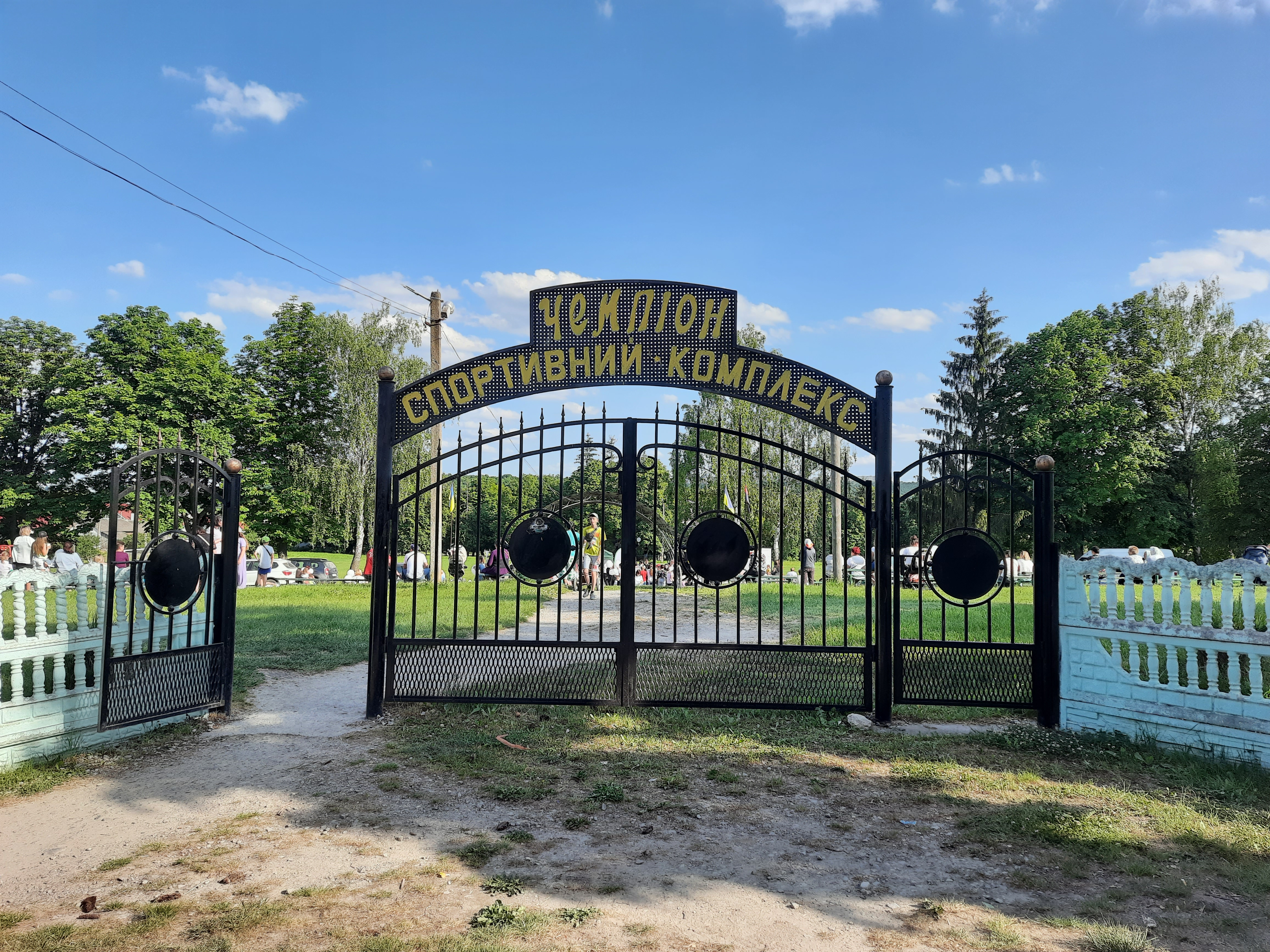
Спорткомплекс "Чемпіон"

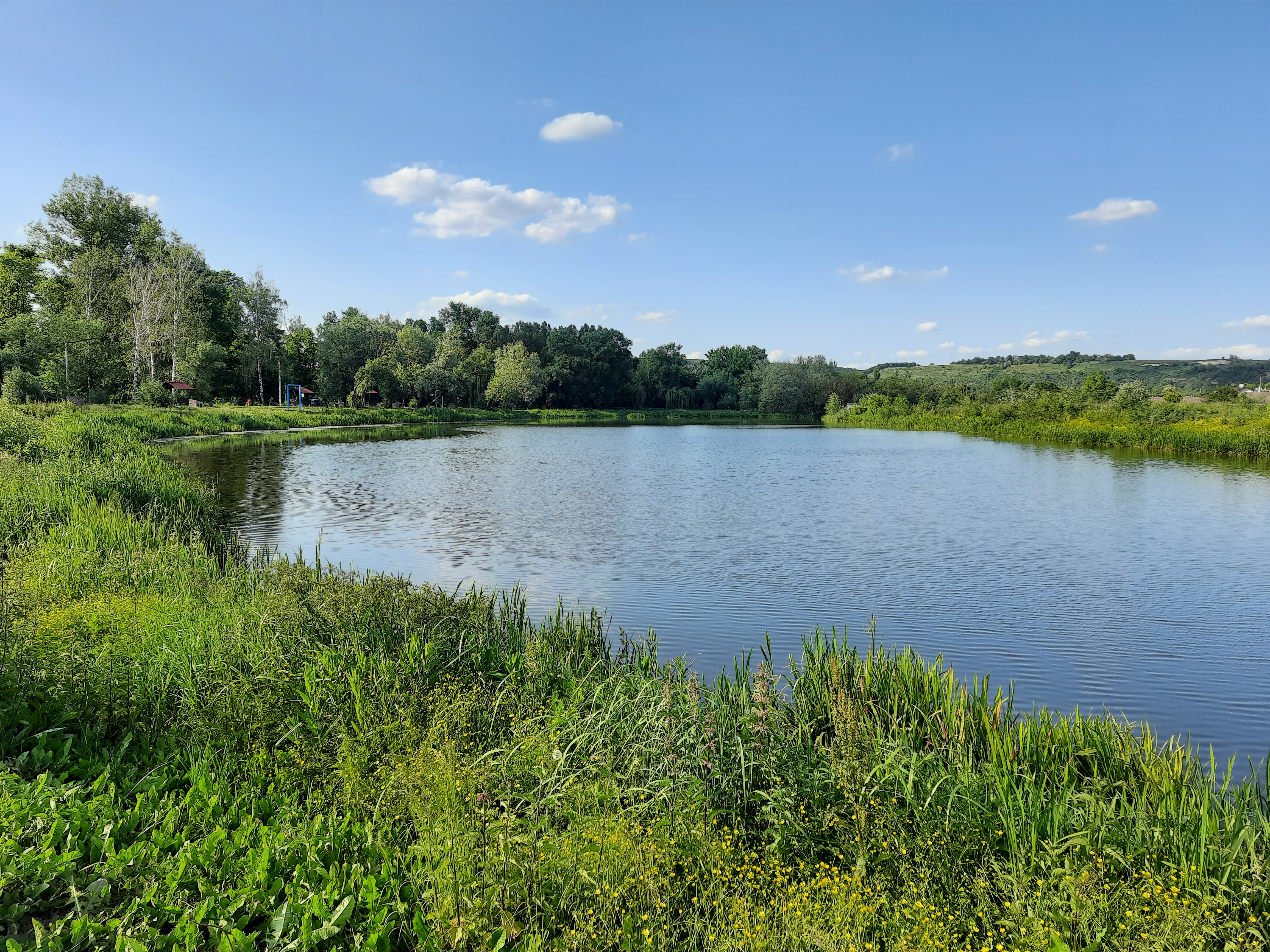
Ставок біля села

Бі́ла — село України, Тернопільська область, Чортківський район, Чортківська міська громада. Адміністративний центр колишньої Білівської сільської ради.

## Назва
Теперішня назва села Біла замість Біле — неграмотний переклад польською мовою і з польської українською, що здійснила більшовицька влада в середині XX століття. Назва походить від назви хутора.
У всіх старолатинських текстах значиться як Бєллє, що в перекладі означало «стежина, що веде вниз». У всіх польських географічних довідниках визначається «Біла, яка розташовується в гирлі річки Біла при впадінні її в Серет».

## Географія
Розташоване на берегах річки Серет, у центрі району за 3 км від районного центру і найближчої залізничної станції Чортків.

### Місцевості
- Боськи (Неглиби) — виведений із облікових даних у зв'язку з переселенням жителів; розташований за 4 км від села; у 1952 р. на хуторі було 12 дворів, проживало 59 осіб
- Вавринів — за 2 км від села; у 1952 р. на хуторі було 12 дворів, проживала 41 особа
- Гевки — приєднаний до села; розташований за 2,5 км від нього, у 1952 р. на хуторі було 8 дворів, проживало 26 осіб
- Головкова — розташований за 2 км від села, у 1952 р. на хуторі було 9 дворів, проживало 42 особи
- Залужжя, Зелена, Золотарка, Кадуб, Камінна, Худибина, Торієва, Мокляки[3].

## Природа
Є відслонення гірських порід силурійського і девонського періодів (урочище Камінна), відслонення четвертинного періоду.
В урочищі Білобожівка є лісовий заказник місцевого значення «Резерват клонів дуба звичайного» (30 га).
На південно-західній околиці Білої, на круто-схильній ділянці долини р. Серет (місцевість Скалки) — найбільший у районі ареал горицвіту весняного.
Є родовище пісків в урочищі Малина Гора.

## Історія

### Давні часи
На околиці Білої, на лівому березі Серету розташовувалися чотири давньоруські городища: Монастирище (Костьолисько), Батурова Гора, Моклеків (Мокляки) і Чарна (Черна). Дитинець Моклеківа був в урочищі «Батурова гора», до якого зі заходу примикало Монастирище з курганним некрополем. Два інші городища були на лівому березі потічка Порієво в урочищах «Контурова гора» і «Чарна» (Чорний ліс). Наприкінці XX століття Моклеків досліджувала археологічна експедиція Тернопільського обласного краєзнавчого музею (керівник Олег Гаврилюк); тут виявлено вироби з бронзи, уламки скляних браслетів, фрагменти кераміки, що зумовило остаточне вирішення питання про локалізацію городища.
Про давньоруське поселення Моклеків згадано у Шалівському літописі 1211 року поруч з іншими містами Галицької та Червоної Русі (Галичем, Теребовлею, Збаражем) та у зв'язку з подіями княжих воєн 1214 року. Нині на місці містечка Моклеківа — нерівне, обрамлене полями і покрита лісом горбиста місцевість. За переказами старих людей, тут були розташовані фільваркові будівлі й маєтність, що належали панам Городиським. Частина лісу теж належить до Мокляків.
У білецькому лісі є гора «Батурова», а на ній — великі вали і джерельна криничка, біля якої встановлено високий дубовий хрест. За легендою, за цими валами люди боронилися від татар і турків.

### Середньовіччя, Новий час
Перша писемна згадка про Біле датується 1442 роком. 16 серпня польський король Владислав ІІІ як винагороду за вірність у боротьбі з литовцями дарує Міхалові «Мужилу» з Бучача кілька сіл Теребовельського повіту, у тому числі Велике Біле (Wielkie Bielle). За родини Бучацьких гербу Абданк, яка володіла селом протягом століття, Велике Біле стало містом, статус якого втратило в середині XVII століття.
1484 року Давид Бучацький, будучи в Меджибожі (нині Хмельницька область), видав грамоту про заснування у «своєму місті Велике Біле храму Різдва Славної Діви Марії» і призначає священиком Станіслава із Крошнича. Грамота написана в присутності свідків «шляхетного пана Георгія, пароха в Меджибожі, Каспра з Бичківців, Якова Болдіна, Петра Бассаліка та інших поважних осіб…» Далі селом володіли представники польських шляхетських родів Творовських (зокрема, Ян Творовський часто фігурує в документах як «Ян Творовський з Білого»), Ґольських.
Під час ревізії надавчих листів в Українських землях Королівства Польського, яка тривала від 4 грудня 1563 до 21 березня 1564 року, дідичка Катажина Бучацька з Баранова показала привілей, який у 1442 році видав король Владислав ІІІ Варненчик для «Міхала, або Мужила з Бучача» на поселення Велике Біле, Білий Потік, Бичківці, Угельче, Лопушно, Тудорів на рікою Серет у Теребовельському повіті.
Біле часто піддавалося руйнації внаслідок нападів татар і турків. Найбільше лихо відбулося в 1640 році, коли зі 210 господарств згоріло 190.
Восени 1648 року міщани Чорткова та селяни з Білої здійснили похід на Бучач.
Починаючи з другої чверті XVII і до кінця XVIII століття село належало Потоцьким. Протягом XVI століття─XVII століть у Білій проживало чимало турків і татар. Мали свою колонію. Відрізнялися від місцевого населення своїм одягом і світоглядом, як свідчать очевидці. У селі було три кладовища — біля двох церков та мусульманське під Гіркою.
Наприкінці XVIII століття село належало Садовським. Після скасування панщини у 1848 році село мало кількох власників. Найбільше земель належало Ф. Плятнеру, а з 1904 року — сім'ї Городиських, Леонові (пом. 1927) та Аделі. У 1939 році Аделю Городиську при спробі виїзду в Польщу під Львовом арештували совітські військові, пограбували. У 1939—1944 роках вона відбувала заслання в Сибіру, померла в березні 1944-го в Марі АРСР, де могила — невідомо).
У 1880 році до поміщицької власності належало орної землі — 1212 моргів, луків і городів — 95, пасовиськ — 43, лісу — 2182 морги. В селянському володінні було орної землі — 4111 моргів, луків і городів — 470, пасовиськ — 248, лісу — 14 моргів. У селі діяли каменоломні й копальні глини та піску, було близько двадцяти цехових об'єднань, найбільше з яких — косарів.

### XX століття
За Австро-Угорщини функціонувала однокласна школа, згодом двокласна державна, потім — 4-класна з українською мовою навчання, при ній — кошикарська школа, де випускали майстрів із лозоплетіння.
На початку 1900-х років, за сприяння о. Івана Пісецького та жителів села Павла Провального, Івана Баранівського, Андрія Провального, Михайла Криси, Андрія Боліховського, Пилипа Поліщука, Федіра Лопатинського, Йосипа Черемшинського, Олекси Боліховського засновано читальню «Просвіти», зведено будинок читальні з театральною залою; тут розміщувалася крамниця. При читальні діяли бібліотека, театральний, хоровий та оркестровий гуртки.
У селі окремо функціонувала москвофільська читальня ім. Качковського та клуб для поляків. Велику власну бібліотеку мав селянин Микола Божагора. Протягом 1903─1907 років на кошти жителів села збудовано двоповерхову українську школу (директор Костельний). Учні вивчали українську, німецьку, польську мови, арифметику, Закон Божий, введено урок ручної праці. Сьогодні у цьому приміщенні розташований приватний магазин та офіс.
Малоземельні селяни працювали на вирубуванні лісів. Були місцеві ковалі, кравці, ткачі й шевці. Багато мешканців Білої емігрували на заробітки до Канади, США й Аргентини.
Під час Першої світової війни до Легіону УСС зголосилися чимало жителі села. Серед них Дмитро Куфель, Стах і Яким Мальовані, Осип Саміла, Андрій Соробей, Василь Южда та інші.
Після відступу УГА за р. Збруч у Білу прийшов польський військовий підрозділ із Чорткова під командуванням доктора Болеслава Круковського і тяжко побив кількох селян.
У липні-вересні 1920 року в селі встановлено радянську владу, діяв ревком.
Протягом 1920─1930-х років у Білій функціонували: 7-класна утраквістична школа (двомовний навчальний заклад, у якому частину предметів вивчали однією мовою, а частину — іншою); приватна 2-класна школа УПТ «Рідна школа». Чимало зусиль для виховання молодої генерації доклав у Білій священик Степан Чеховський (нар. 1884; 1908 р. — висвячений). Із приходом на парафію (1927 р.) о. Стефан заснував при церкві читальню «Скала», захоронку для дітей, церковне Братство тверезості, апостольства Молитви (1500 осіб) і Доброї Смерті (620 осіб). У 1927 році селяни обрали о. Стефана головою товариства «Просвіта», де він при читальні організував велику бібліотеку, драматичний гурток, духовий і струнний оркестри, мішаний хор. За відмову прийняти московське православ'я його заарештували і вивезли у Сибір (загинув 1952 р. у концтаборі).
За Польщі до 1939 року в селі працювали 4 водяні млини: один — власність громади, два — дідича Городиського, четвертий — С. Черемшинського. У Худибині (хутір) Данило Мальований мав вітряковий млин (вітряк). Було кілька склепів, 3 корчми, одна згоріла під час Першої світової війни, кооператива «Побіда». В селі діяв осередок політичної партії УНДО (очільник Я. Мальований].
Під час пацифікації (1930) польські жандарми у деяких місцевих жителів знищили все зерно.
1931 року відкрито і освячено великий дерев'яний міст через р. Серет, який зруйнований у 1947 році.
У 1938 році в селі мешкали 4100 українців, 700 поляків і 20 євреїв.
До 1939 року діяли філії товариств «Просвіта», «Рідна школа», «Союз Українок» та гуртки польських товариств «Спілка малопомісної шляхти», «Союз стрілецький», «Гурток селян» та інші.
Після встановлення радянської влади у 1939─1941 роках працівники НКВС знищили багатьох активістів села. Серед них Михайло Кульба, Ганна і Степана Мазурів, Іван Провальний; 20─21 липня 1941 р. розстріляли в Умані в'язнів Чортківської тюрми, серед яких були й жителі Білої: Андрій (нар. 1923) і Михайло (нар. 1899) Байдужі, Семен Криса (нар. 1881), Степан Мазур (нар. 1906), Володимир Третяк (нар. 1919), Петро Олійник та ще десятьох.
Від 8 липня 1941 до 24 березня 1944 р. Біла — під нацистською окупацією.
Під час німецько-радянської війни загинули або пропали безвісти у Червоній армії 204 особи:
- Іван Андрійчук (нар. 1918),
- Микола Андрійчук (нар. 1904),
- Андрій Антонів (нар. 1910),
- Дмитро Антонів (нар. 1912),
- Михайло Атаманчук (нар. 1922),
- Микола Бабій (нар. 1910),
- Ілля Федоришин (нар. 1909),
- Йосип Федоришин (нар. 1917),
- Павло Федоришин (нар. 1916),
- Степан Федоришин (нар. 1917),
- Андрій Фецуляк (нар. 1924),
- Григорій Фецуляк (нар. 1909),
- Петро Фундитус (нар. 1911),
- Василь Хмелик (нар. 1913),
- Микола Хмелик (нар. 1923),
- Павло Хмелик (нар. 1917),
- Степан Хмелик (нар. 1916).

В УПА воювали Василь і Степан Андрійчуки, Петро Баранівський, Михайло та Олекса Божагори, Михайло й Петро Байдужі, Андрій Буряк, Яків Гевко, Микола і Петро Гикаві, Володимир Джембала, Йосип Завацький, Петро та Юлія Запотічні, Євстахій Іванюк, Варвара Косак, Михайло Криса, Василь, Йосип і Михайло Федоришини та інші.
Від 1944 по 1991 р. — під радянською-російською окупацією.
У травні 1947 року в селі встановлено 47 радіоточок, а в 1954 вже було 983.
1950 року в Білій близько 1000 бідняцько-середняцьких господарств насильно об'єднали в три колгоспи. У 1951 році в селі було 8 бібліотек із книжковим фондом 3020 примірників. Цього ж року відкрито швейну майстерню, яка належала до Білобожницької райспоживспілки.
У 1974 — побудовано нове приміщення школи.
З 24 грудня 2019 року Біла належить до Чортківської міської громади.
12 червня 2020 року, відповідно до розпорядження Кабінету Міністрів України № 724-р «Про визначення адміністративних центрів та затвердження територій територіальних громад Тернопільської області» увійшло до складу Чортківської міської громади.
19 липня 2020 року, в результаті адміністративно-територіальної реформи та ліквідації Чортківського району (1940—2020), увійшло до складу новоутвореного Чортківського району.

## Релігія
- церква святого апостола Андрія Первозванного (ПЦУ[12]);
- церква Різдва Пресвятої Богородиці (1903; ПЦУ[12]; кам'яна);
- церква Воздвиження Чесного Хреста (2008; УГКЦ);
- церква Воскресіння Христового (1751; втрачена; УГКЦ);
- римо-католицька каплиця (1899);
- «фігура» Пречистої Діви Марії (авторка копії Ганна Магега, до шлюбу Байдужа);
- 6 капличок;
- пам'ятні хрести.

## Пам'ятки

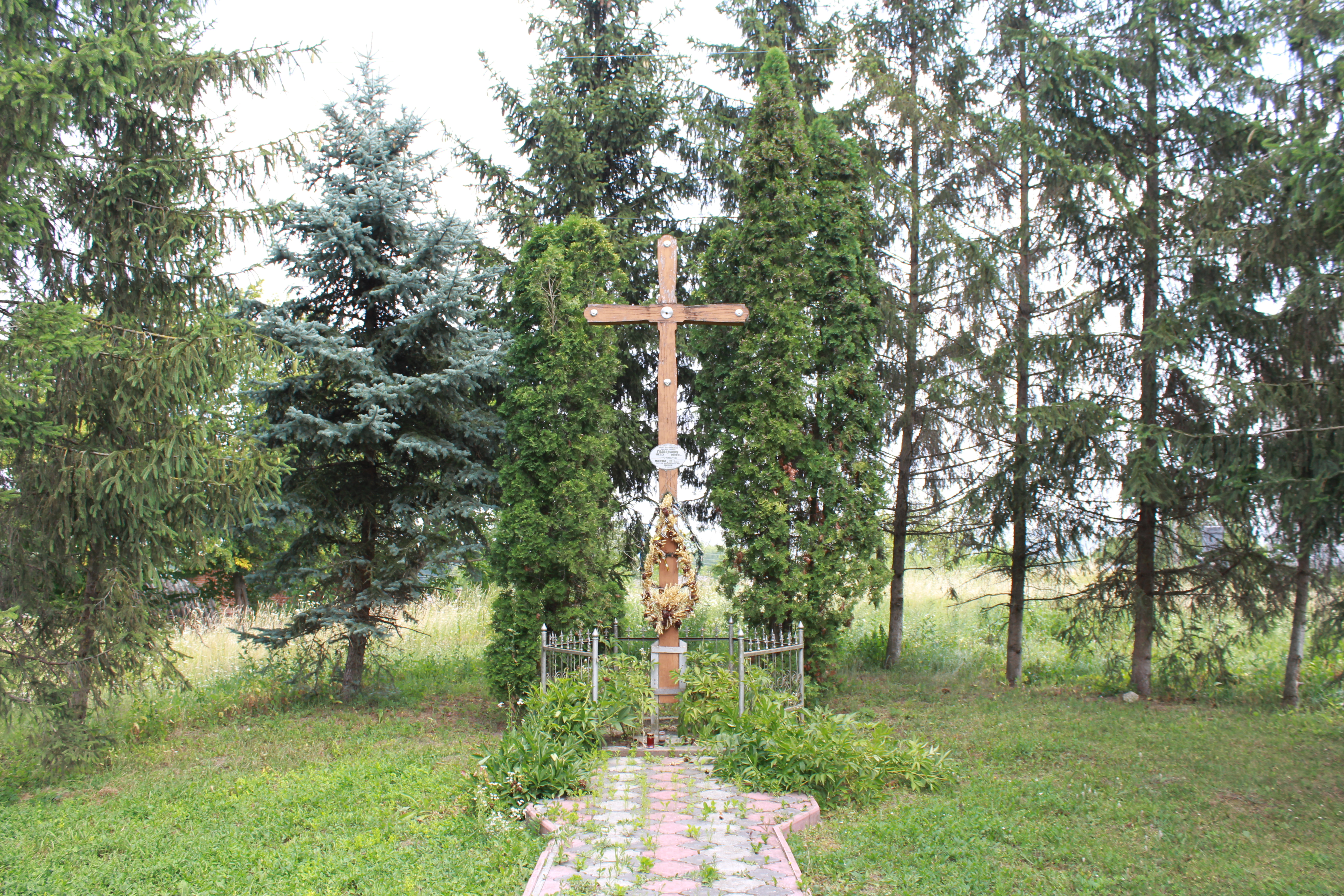
Пам'ятний знак жертвам голодомору

пам'ятки археології:
- Городище Біла I — давньоруський час X—XIII століть (охоронний номер 2882);
- Городище Біла II — давньоруський час X—XIII століть (охоронний номер 2885);
- Городище Біла III — давньоруський час X—XIII століть (охоронний номер 2884);
- Городище Біла IV — давньоруський час X—XIII століть (охоронний номер 2883);
- Городище Біла V — західно-подільська група скіфського часу (охоронний номер 1759);
- Городище Біла VI — черняхівська культура (охоронний номер 1673);
- Городище Біла VII — епоха бронзи — ранньоримський час; — давньоруський час X, XII—XIII століть (охоронний номер 1860).

пам'ятки історії місцевого значення:
- Пам'ятний знак (хрест з написом) жертвам голодомору 1932—1933 рр. (охоронний номер 1891);
- Пам'ятний знак воїнам-землякам, які загинули в роки Другої світової війни (охоронний номер 805).

інші:
- встановлено меморіальну плиту на честь місцевого священика Стефана Чеховського;
- насипано символічну могилу Борцям за волю України (1943, відновлена 1995);
- при вході на цвинтар споруджено меморіал, де поіменно увічнені краяни, загиблі, убієнні, пропалі безвісти у кривавих суспільних катаклізмах;
- 22 липня 2012 року освячено пам'ятний хрест загиблим воякам УПА, неподалік вул. Пліщука, у Скалецькому лісі, на місці, де у 1951-му загинули троє повстанців.

## Населення
| Чисельність населення, чол. | Чисельність населення, чол. | Чисельність населення, чол. | Чисельність населення, чол. | Чисельність населення, чол. | Чисельність населення, чол. | Чисельність населення, чол. | Чисельність населення, чол. | Чисельність населення, чол. | Чисельність населення, чол. | Чисельність населення, чол. | Чисельність населення, чол. | Чисельність населення, чол. | Чисельність населення, чол. | Чисельність населення, чол. | Чисельність населення, чол. |      |
| 1900                        | 1910                        | 1921                        | 1931                        | 1938                        | 1959                        | 1970                        | 1979                        | 1989                        | 2001                        | 2003                        | 2011                        | 2013                        | 2014                        | 2015                        | 2016                        | 2018 |
| --------------------------- | --------------------------- | --------------------------- | --------------------------- | --------------------------- | --------------------------- | --------------------------- | --------------------------- | --------------------------- | --------------------------- | --------------------------- | --------------------------- | --------------------------- | --------------------------- | --------------------------- | --------------------------- | ---- |
| 4320                        | 4578                        |                             |                             | 4820                        |                             |                             |                             |                             |                             | 3951                        | 3555                        | 3640                        | 3610                        |                             |                             | 3595 |

### Мовні особливості
У селі побутує говірка наддністрянського говору. До «Наддністрянського реґіонального словника» внесено такі слова та фразеологізми, вживані у Білій:
- без (бузок);
- баба (снігова баба);
- борознєк (личинка хруща);
- ґєрґачка (вигнута хрящова частина гортані; адамове яблуко);
- пирийка (пирій);
- терло (місце в річці, де нереститься риба);
- храбуст (мала зелена головка капусти);
- щівник (кінський щавель).

## Соціальна сфера
При Будинок культури діють гуртки: художнього читання, драматичний, хоровий, вокальний, любительське об'єднання «Родинні традиції нашого краю». Хоровому колективові села присвоєно почесне звання народного.
Діють ЗОШ І─ІІІ ступенів, бібліотека, дитячий садок, амбулаторія загальної практики та сімейної медицини, торгові заклади.

## Відомі люди
Народилися
- Петро Болехівський-Боян (1910—1995) — український оперний співак (баритон), композитор, дириґент, учасник національно-визвольних змагань.
- Ірина Вербіцька (нар. 1973) — українська художниця, дизайнерка, майстриня народної творчості, педагогиня[13].
- Василь Гевко (нар. 1925) — український громадський діяч.
- Руслан Какура (нар. 1976) — український спортсмен (гирьовик).
- Іван Ковальський (1842—1936) — український літератор[14].
- Богдан Ковбасюк — український лікар-нейрохірург.
- Олександр Косс (1878–1983) — український діяч культури, військовик (Канада).
- Тадей Куник (1933–2011) — український художник.
- Євмен Лукасевич (1871–1929) — український громадсько-політичний діяч, дипломат, лікар, меценат-видавець, публіцист, міністр охорони здоров’я УНР.
- Яким Мальований (?—?) — український громадсько-політичний діяч.
- Петро Микуляк (1923—2000) — український підприємець, громадський діяч, меценат.
- Ганна-Надія Моховик (1957—2021) — український журналіст, публіцист.
- Богдан Новосядлий (нар. 1957) — український астрофізик[15].
- Іларіон Пилипець (нар. 1940) — український фінансист, правник, літератор, мистецтвознавець, культурно-освітній діяч.
- Ярослав Пліщук (1963–1984) — український військовик, учасник війни в Афганістані.
- Петро Сендей (нар. 1916) — український вишивальник.
- Андрій Соробей (нар. 1892) — старший десятник булавного відділу І полку Легіону УСС[16]
- Євген Сохацький (нар. 1961) — український військовик, підприємець.
- Петро Федоришин (нар. 1949) — український журналіст, редактор, педагог, спортивний діяч.
- Дмитро Філіпович — український військовослужбовець, старший солдат Збройних сил України, учасник російсько-української війни.[17]
- Ярослав Цюпак (нар. 1954) — український зв'язківець, державний службовець, громадський діяч.
- Володимир Шматько (нар. 1986) — український управлінець, громадсько-політичний діяч[18].

З Білої походить родинне коріння (по батькові) української актриси Катерини Рубчакової.